# Grillen mit Ivana und Adnan
Grillen mit Ali und Adnan bzw. Grillen mit Ivana und Adnan ist der Titel einer deutschen Kochsendung, die seit Mai 2020 im BR Fernsehen, sonntags um 17:15 Uhr, ausgestrahlt wird.

## Konzept
Am Anfang jeder Folge besorgt der Schauspieler und Hobbykoch Adnan Maral Zutaten beim jeweiligen Produzenten. Einmal hat er auch die Herstellung eines Messers gezeigt. Anschließend bereitete der Koch Ali Güngörmüş mehrere Gerichte mithilfe eines Grills an wechselnden Orten zu. Zum Abschluss der Folge wird das Zubereitete mit Gästen verspeist.
2023 übernahm Ivana Sanshia Austermayer die Rolle von Ali Güngörmüş als Koch. Entsprechend wurde auch der Sendungstitel angepasst.

## Episodenliste

### Grillen mit Ali und Adnan

#### Staffel 1
- Fleisch (8. Mai 2020)
- Fisch (15. Mai 2020)
- Vegetarisch (22. Mai 2020)
- Verschiedenes vom Rind (10. Juli 2020)
- Verschiedenes vom Huhn (17. Juli 2020)
- Verschiedenes vom Fisch (24. Juli 2020)
- Weihnachten am Grill (21. Dezember 2020)

#### Staffel 2
- Tandur und Grill (14. Mai 2021)
- Picknick-Grillen (21. Mai 2021)
- Burger „dreierlei“ vom Grill (28. Mai 2021)
- Koscher kochen (4. Juni 2021)

#### Staffel 3
- Gockerl meets Tropenfrüchte (17. Juni 2022)
- Ziege mit Waldgemüse (24. Juni 2022)
- Das Messer und ein ganzes Lamm (1. Juli 2022)
- Mit Ente & Spargel hochhinaus (8. Juli 2022)

### Grillen mit Ivana und Adnan

#### Staffel 4
- Reh und Honig (5. Mai 2023)
- Tomate und Tofu (11. Mai 2023)
- Bayerischer Reis mit Pute (18. Mai 2023)
- Wagyu und Bier (25. Mai 2023)
- Alles mit Wein soll es sein (25. Mai 2023)
- Fisch, geräuchert oder frisch (25. Mai 2023)
- Von Zunge bis Niere (25. Mai 2023)
- Varianten von der Sojasoße (25. Mai 2023)

#### Staffel 5
- Zur Fußball-EM (8. Juni 2024)
- Die weite Welt der Gewürze (25. Juli 2024)
- Was ist Tempeh? (25. Juli 2024)
- Das Augsburger Huhn (26. Juli 2024)